# Oedemera nobilis
Oedemera nobilis es un coleóptero de la familia Oedemeridae, una de las especies más comunes de la familia en Europa occidental, incluyendo la península ibérica.

## Características
Los machos de Oedemera nobilis, como la mayoría de las especies del género Oedemera, poseen los fémures posteriores muy dilatados, mientras que las hembras los tienen normales, y los élitros muy estrechados por detrás (menos en la hembra) que dejan al descubierto las alas posteriores. Son de color verde brillante, a menudo con destellos dorados o cobrizos; también hay ejemplares azules o violáceos. Se diferencia de especies cercanas, como Oedemera flavipes, además de por la coloración, por la larga pubescencia blanca que cubre la cabeza, el pronoto y las tibias posteriores.

## Biología y ecología
Oedemera nobilis es muy abundante en primavera y verano sobre diversas especies de flores; los machos son muy aparentes por sus fémures posteriores muy dilatados y su color verde brillante. Se alimenta de polen y néctar de asteráceas, ciperáceas, convolvuláceas, crucíferas, dipsacáceas, escrofulariáceas, gramíneas, papaveráceas, plantagináceas, rosáceas, rubiáceas y umbelíferas. Las larvas se desarrollan en tallos consistentes de plantas herbáceas, como Spartium y Cirsium.

## Distribución
Oedemera nobilis habita en toda Europa meridional, desde la península ibérica a Grecia; abunda en la zona mediterránea y penetra en Europa Central hasta el sur de Inglaterra y el centro de Alemania; alcanza Dinamarca, donde es rara y esporádica. También está presente en el Magreb. Está ausente en los países alpinos y en Europa Oriental.

## Galería

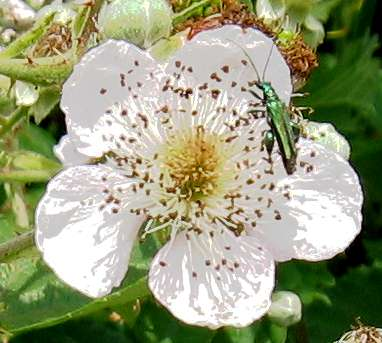
Macho de Oedemera nobilis sobre una rosácea
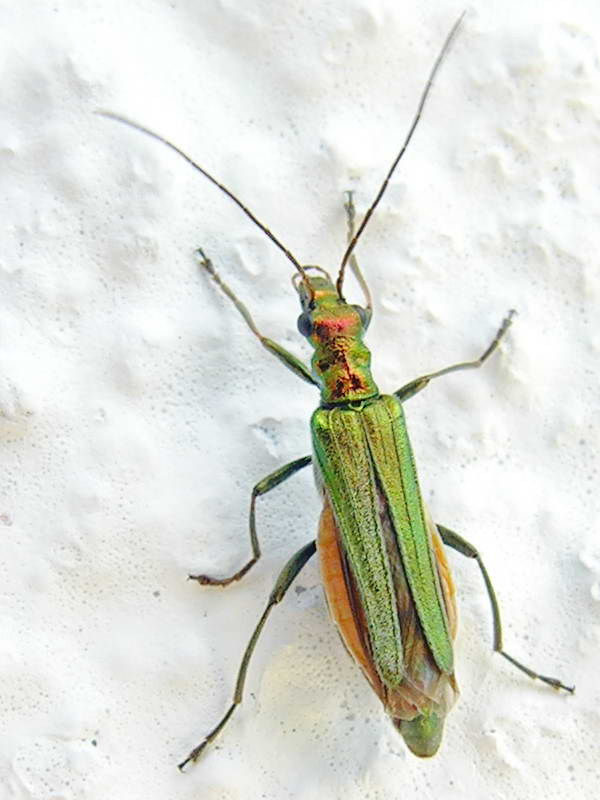
Hembra de Oedemera nobilis en la que se aprecian los fémures posteriores no dilatados
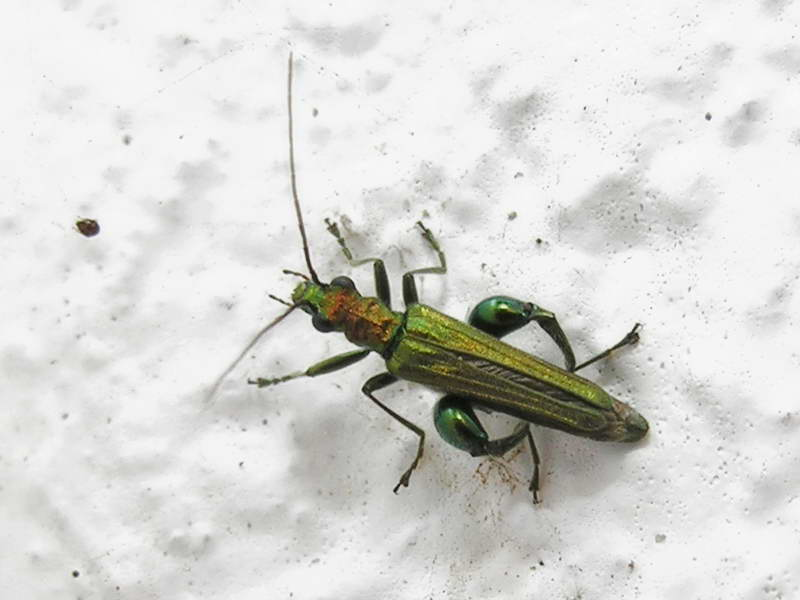
Macho de Oedemera nobilis con tonalidades cobrizas sobre la cabeza y el pronoto
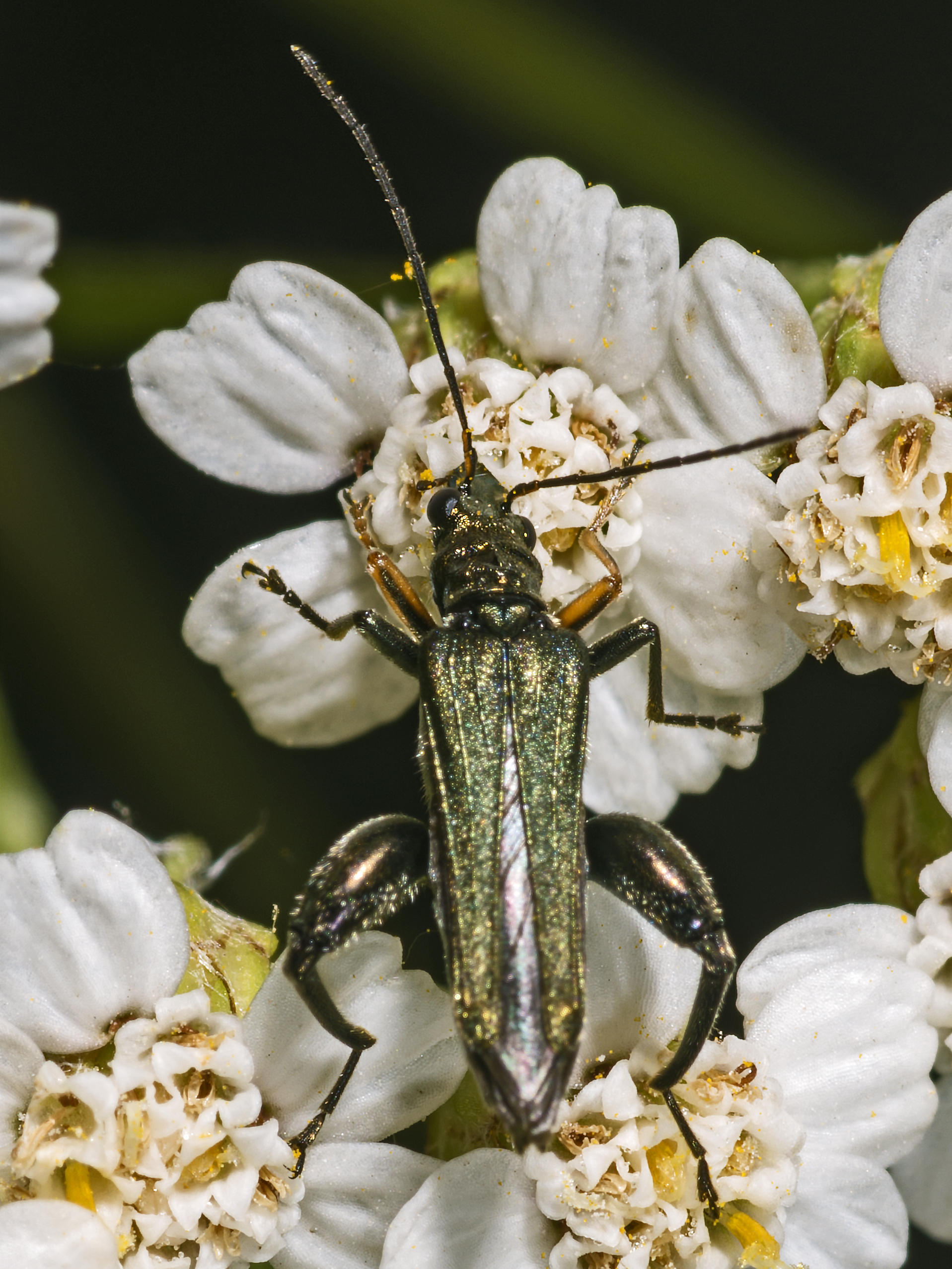
Macho de Oedemera flavipes, siempre de un verde mucho más bronceado que Oedemera nobilis, y con la que se puede confundir